# Istoria Cubei
Istoria Cubei este caracterizată de dependența față de puterile străine — Spania, SUA și URSS. Pe insula Cuba au existat mai multe culturi amerindiene înainte de sosirea exploratorului genovez Cristofor Columb în 1492. După sosirea expediției spaniole conduse de Columb, Spania a cucerit Cuba și a numit guvernatori spanioli care să conducă Havana. Administratorii au fost vasalii Viceregatului Noii Spanii și autorităților locale din Hispaniola. În 1762-63, Havana a fost pentru scurt timp ocupată de Marea Britanie, înainte de a se întoarce sub controlul Spaniei în schimbul Floridei. O serie de rebeliuni în timpul secolului 19, au eșuat în a sfârșii conducerea spaniolă și care a costat viața a sute de mii de cubanezi. În orice caz, Războiul Hispano-American a rezultat în retragerea Spaniei de pe insulă în 1898, și a urmat mai bine de trei ani de conducere militară americană. Cuba a căpătat oficial indepedența în 1902.
În anii ce au urmat independenței, Republica Cubaneză a văzut o semnificativă dezvoltare economică, dar de asemenea corupția politică și o succesiune de lideri despotici, culminând cu răsturnarea dictatorului Fulgencio Batista de către Mișcarea de la 26 Iulie, condusă de Fidel Castro, Che Guevara și Raúl Castro, între 1953-1959 a Revoluției Cubaneze. Noul guvern s-a aliat cu Uniunea Sovietică și a îmbrățișat comunismul. Cantități masive de feronerie militară sovietică avansată, inclusiv baterii de rachete sol-aer, veneau către insulă iar în octombrie 1962, a avut loc Criza Rachetelor din Cuba. Cuba a fost oficial un stat ateist din 1962 până în 1992. După Invazia Cehoslovaciei a Țărilor Pactului de la Varșovia (1968), Fidel Castro a făcut o declarație publică a sprijinului Cubei. Discursul lui Castro a marcat startul absorbției totale a Cubei în Blocul Răsăritean. Până la mijlocul anilor 70, puțin a mai rămâne din sistemul politic sau economic al Cubei. În timpul Războiului Rece,Cuba a sprijinit de asemenea politicile Uniunii Sovieitce în Afganistan, Polonia, Angola, Etiopia, Nicaragua și El Salvador. Intervenția Sovietico-Cubaneză în Angola a contribuit la căderea regimului apartheid din Africa de Sud.
Economia extrem de slabă a Cubei a fost susținută exclusiv de subvențiile sovietice. Odată cu Dizolvarea URSS-ului în 1991, subvențiile au dispărut iar Cuba a plonjat într-o severă criză economică cunoscută ca Perioada Specială care s-a terminat la finalul lui 2000 când Venezuela a început să-i furnizeze Cubei subvenții prin petrol. În 2019, Miguel Diaz-Canel a fost ales ca președinte al Cubei de către Adunarea Națională. Țara a fost politic și economic izolată de către Statele Unite după Revoluție, dar gradual, a primit acces la comerțul exterior și călătoriile într-un efort de a normaliza relațiile diplomatice care au progresat. 
Reformele asupra economiei domestice au început să modernizeze economia socialistă din Cuba.